# Patrician III: Rise of the Hanse
Patrician III: Rise of the Hanse est un jeu vidéo de simulation économique développé par Ascaron Software, sorti en France le 31 octobre 2003.

## Système de jeu
Le joueur incarne un marchand de la ligue hanséatique souhaitant dominer le marché nordique. Le jeu comporte un mode campagne ou le joueur pourra accomplir des missions et des campagnes, et un mode solo ou l'on choisit les paramètres de la partie (ville de départ, année...)

## Accueil
- GameSpot : 7,2/10[1]
- IGN : 9,2/10[2]